# Yoldia eightsii
Yoldia eightsii is een tweekleppigensoort uit de familie van de Yoldiidae. De wetenschappelijke naam van de soort is voor het eerst geldig gepubliceerd in 1839 door Jay.